# پاسان
پاسان (به انگلیسی: Pasan) یک منطقهٔ مسکونی در هند است که در بخش شاه‌دل واقع شده‌است. پاسان ۲۸٬۴۴۷ نفر جمعیت دارد.